# 東果大阪
東果大阪株式会社（とうかおおさか、英文社名：Toka Osaka Co., Ltd.）は、大阪市東住吉区に本社を置く、野菜、果実の卸売業を行う企業である。

## 概要
1964年（昭和39年）10月28日、重田馬太郎により開設直前の大阪市中央卸売市場東部市場内に東果株式会社として設立され、同年11月25日の開業に合わせて営業を開始（初せり）した。
社団法人全国中央市場青果卸売協会理事や大阪市中央卸売市場本場・東部市場運営協議会委員を歴任する等、大阪市中央卸売市場東部市場の中心的企業として発展し、1984年（昭和59年）11月に社名を東果大阪株式会社に変更した。『農経新聞』による「青果卸取扱高調査結果」によると、全国主要91社の中で14位である。

## 沿革
- 1964年（昭和39年）
  - 10月28日 - 東果株式会社として設立。
  - 11月25日 - 営業開始（午前4時30分に初せり開始）。
- 1967年（昭和42年）1月10日 - 業界初のせりのコンピューターシステム（FACOM230-10）を導入。
- 1970年（昭和45年）4月1日 - 社員寮「カサ東果」が完成。
- 1973年（昭和48年）8月10日 - 第1号低温貯蔵庫を設置。
- 1975年（昭和50年）12月1日 - 大型低温貯蔵庫が完成。
- 1981年（昭和56年）
  - 5月12日 - 株式会社ジーアンドアールを設立。
  - 7月25日 - 第2号、第3号低温貯蔵庫を設置。
- 1984年（昭和59年）11月1日 - 東果大阪株式会社に社名変更。
- 1985年（昭和60年）7月15日 - 第5号低温貯蔵庫を設置。
- 1987年（昭和62年）11月12日 - 株式会社東果研修センターを設立[2]。
- 1991年（平成3年）3月23日 - 第6号低温貯蔵庫を設置。
- 1994年（平成6年）11月25日 - 創業30周年を機に社章を変更し、シンボルマークを制定。
- 2003年（平成15年）
  - 5月20日 - 株式会社一品一会を設立。
  - 6月17日 - 「一品一会」の運用開始[3]。
- 2004年（平成16年）4月1日 - 生産／流通履歴システム「A-R system」（トレーサビリティシステム）の運用開始。
- 2008年（平成20年）
  - 1月14日 - 株式会社ジーアンドアールの建替工事着工。
  - 8月1日 - 株式会社ジーアンドアールの建替工事完成。
  - 10月15日 - 東部市場再整備事業のため、本社が入居する青果卸売棟の建替工事着工。
- 2009年（平成21年）9月18日 - 農林水産省から「マルシェ・ジャポン」の運営者に採択される[4]。
- 2017年（平成29年）3月31日 - コメ卸売大手の神明が東果大阪の発行済み全株式を取得し、買収[5]。

### 歴代の代表者
- 重田馬太郎 - 在任期間：1964年（昭和39年）10月28日～1988年（昭和63年）
- 重田秀義 - 在任期間：1988年（昭和63年）～2001年（平成13年）[6]
- 重田秀豪 - 在任期間：2001年（平成13年）～2017年（平成29年）
- 吉川和男 - 在任期間：2017年（平成29年）～2022年（令和4年）
- 矢野裕二郎 - 在任期間：2022年（令和4年）～現在

## 連結対象子会社
- 株式会社ジーアンドアール
- 株式会社一品一会
- 株式会社TKファーム

## 加盟団体
- 全国中央市場青果卸売協会
- 日本青果物輸入安全推進協会
- 社団法人大阪府食品産業協会
- 大阪市中央卸売市場本場・東部市場運営協議会
- 大阪市東部中央卸売市場青果物電子商取引推進協議会
- 食の検定協会
- 大阪商工会議所
- 東住吉納税協会
- 歴史街道推進協議会